# 11e division républicaine
La 11e division (en espagnol, 11.ª División) aussi appelée division Lister du nom du commandant Enrique Líster, est une ancienne unité de l'armée populaire de la République espagnole qui a combattu l'armée franquiste pendant la guerre d'Espagne.

## Historique

### Création
La 11e division est officiellement créée le 24 janvier 1937 et placée sous le commandement d'Enrique Líster. Elle a pour origine le cinquième Régiment, un corps d'élite républicain à majorité communiste, dissout le 22 janvier 1937.
Elle est originellement composée de la XIe Brigade internationale, de la XIIe, de la IXe Brigade mixte et de la Xe.

### Première armes
La 11e division combat pour la première fois dans la région du Jarama lors de la bataille éponyme, au mois de février 1937. Elle y perd de nombreux hommes, et doit être immédiatement réorganisée avant d'être envoyé près Guadalajara, où, en compagnie des 12e (es) et 14e divisions républicaines (es), elle combat dans la bataille de Guadalajara. Dès le 10 mars, les troupes italiennes alliées aux franquistes brisent le front et atteignent Trijueque, avant d'être arrêté par les XIe et XIIe Brigades internationales. Le lendemain, la 11e division récupère la ville, grâce au soutien des chars soviétiques T-26. Quelques jours plus tard, le 18 mars, toujours soutenu par les chars russes, la 11e division encercle les italiens à Brihuega, avant d'entrer dans la ville où elle s'empare de quantité de matériels et de prisonniers. 
Entre le 19 et le 14 avril 1937, l'unité converge vers le Cerro Garabitas (es), mais ne parvient à s'emparer de ce point stratégique où campe l'artillerie ennemie bombardant Madrid. Alors que Franco lance l'offensive du Nord, la 11e division reçoit la Première brigade mixte, et intègre le Ve corps d'armée républicain (es). Le 6 juillet, l'attaque est donnée sur les franquistes encerclant Madrid, et rapidement, les républicains atteignent Brunete. S'ensuit alors la bataille du même nom, face au colonel Fernando Barrón et à la 13e division franquiste (es), au cours de laquelle la 11e division se barricade dans la ville. Elle parvient à tenir cette dernière jusqu'au 25 juillet, mais est ensuite contrainte de se retirer, avec de lourdes pertes humaines et matérielles. 

### De l'offensive de Saragosse à celle d'Aragon
Au mois d'août 1937, l'unité est envoyée en exercice en Aragon. Néanmoins, le réel but de cette manœuvre est de prendre le contrôle total de la région, alors aux mains du Conseil régional de défense d'Aragon, qui n'obéissait plus vraiment au gouvernement républicain. Ainsi, la 11e division occupe la région, et procède à l'arrestation des hauts-responsables du Conseil, comme Joaquín Ascaso. 
Dès le 24 août, elle participe à l'offensive de Saragosse aux côtés de la 35e division républicaine (es) et de la 46e division républicaine, combattant principalement lors de la bataille de Belchite. Les combats à Belchite sont fastidieux, car malgré leur infériorité numérique, les franquistes ne se rendent que le 6 septembre. En octobre, elle reçoit des chars russes BT-5, et tente d'atteindre Saragosse par Fuentes de Ebro. Ne parvenant pas à briser le bloc ennemi, elle se replie en Aragon et y passe quelques mois au repos.
En décembre 1937, la 11e division est intégrée au XXIIe corps d'armée républicain (es) en même temps que la 25e division républicaine (es), et rejoint la bataille de Teruel. Le 15 décembre, l'unité est en première ligne et brise le front au nord de Teruel, avant de défendre la ville ainsi conquise. La situation devenant intenable, Enrique Lister ordonne le repli. À la suite de cette décision, le commandant Valentín González de la 46e division républicaine accuse Lister de l'avoir abandonné seul dans la ville, ce dont se défend l'intéressé, avec le soutien de Juan Modesto, chef du Ve corps d'armée républicain (es).
Après quelque temps de repos, la 11e division reprend les armes lorsque Franco lance l'offensive d'Aragon. Malgré sa forte résistance devant l'Èbre, l'unité est contrainte de se replier en Catalogne, où elle se retrouve coupée du reste des armées par l'avancée des franquistes du général Antonio Aranda Mata franquiste, qui atteint la mer Méditerranée le 23 avril 1938. À la suite de cette lourde défaite, l'Armée de l'Èbre (es) est créée, et dans le même temps, Enrique Lister reçoit le commandement du Ve corps d'armée républicain (es), en étant remplacé à la tête de la 11e division par Joaquín Rodríguez López (es).  

### Les derniers combats
Le 25 juillet 1938, après avoir reçu le 100e Brigade mixte (es), la 11e division lance la bataille de l'Èbre en traversant le fleuve entre Ginestar et Benifallet. Elle attaque la ville de Móra d'Ebre, où se trouve la plus grande concentration de troupes franquistes dans la région. Après s'être emparé de cet objectif, elle rallie la 46e division républicaine en prenant position dans la Sierra de Pàndols (es) le matin du 26 juillet. Elle ne peut alors continuer son avancée ni sur Gandesa, ni sur Bot ou Batea, épuisée par cette première journée de combats intenses. Entre le 6 août et le 15 août, toujours stationnée dans la Sierra de Pàndols (es), elle subit un déluge d'obus et doit se défendre face aux assauts de la 4e division de Navarre (es). Elle reçoit néanmoins le soutien de Juan Modesto, qui lui fait parvenir de nombreuses pièces d'artillerie. Elle tient le coup jusqu'au 15 août date à laquelle elle est remplacée par la 35e division républicaine (es), après avoir perdu une partie de la Sierra. La 11e division est mise au repos jusqu'à début septembre, avant de revenir sur sa position de la Sierra. Elle parviendra à s'y maintenir jusqu'au 5 novembre, avant de devoir se replier de l'autre côté de l'Èbre.
La 11e division est gardée quelque temps en réserve, avant d'être déployé sur le front de Segre lors de l'offensive franquiste de Catalogne. Elle prend position à Castelldans et parvient à défendre pendant deux semaines Les Borges Blanques, avant de se replier le 3 janvier 1939, face à l'avancée des italiens du Corpo Truppe Volontarie. La retraite est alors la dernière issue possible, surtout après la chute de Barcelone. La 11e division tente de créer une dernière ligne de défense au Nord de la Catalogne, avec quelques autres unités. L'objectif est alors de tenir jusqu'à ce que la Seconde Guerre mondiale, qui était alors prévoyable, ne débute, et ainsi espérer avoir le soutien de la France qui pourrait vouloir vaincre les nationalistes espagnols. Les derniers soldats résistent jusqu'au 9 février, combattant vaillamment sur les bords de la Muga et du Ter, date à laquelle ils se replient sur la France en traversant la frontière. Ils y sont arrêtés et internés dans des camps.

## Commandement

### Chef d'état Major
- Julio Suárez-Llanos Adriansens (es) (24 janvier 1937 - 4 avril 1937) ;
- Manuel López Iglesias (es) (4 avril 1937 - juillet 1938);
- Fernando Pozo Oliver (juillet 1938 - décembre 1938);
- Jesús Sáiz Barberá (es)(décembre 1938 - février 1939).

### Commandants
Le commandant de la 11e division est Enrique Líster du 24 janvier 1937 au 30 avril 1938, puis Joaquín Rodríguez López (es) jusqu'à la dissolution de l'unité.

### Commissaires politiques
- Santiago Álvarez Gómez (es) (PCE) (janvier 1937 - décembre 1937) ;
- José Fusimaña (es) (PCE) (décembre 1937 - juillet 1938) ;
- Ángel Barcia Galeote (es) (PCE) (juillet 1938 - décembre 1938).

## Ordre de Bataille

### Corps d'armée
De février à mars 1937, la 11e division fait partie du IIIe corps d'armée républicain (es). Elle intègre ensuite le IVe corps d'armée républicain (es) jusqu'au 2 avril 1937, date à laquelle elle rejoint le Ve corps d'armée républicain (es). Du 15 décembre 1937 au 13 mars 1938, elle est intégrée au XXIIe corps d'armée républicain (es), avant de retrouver le Ve corps (es).

### Bataillons

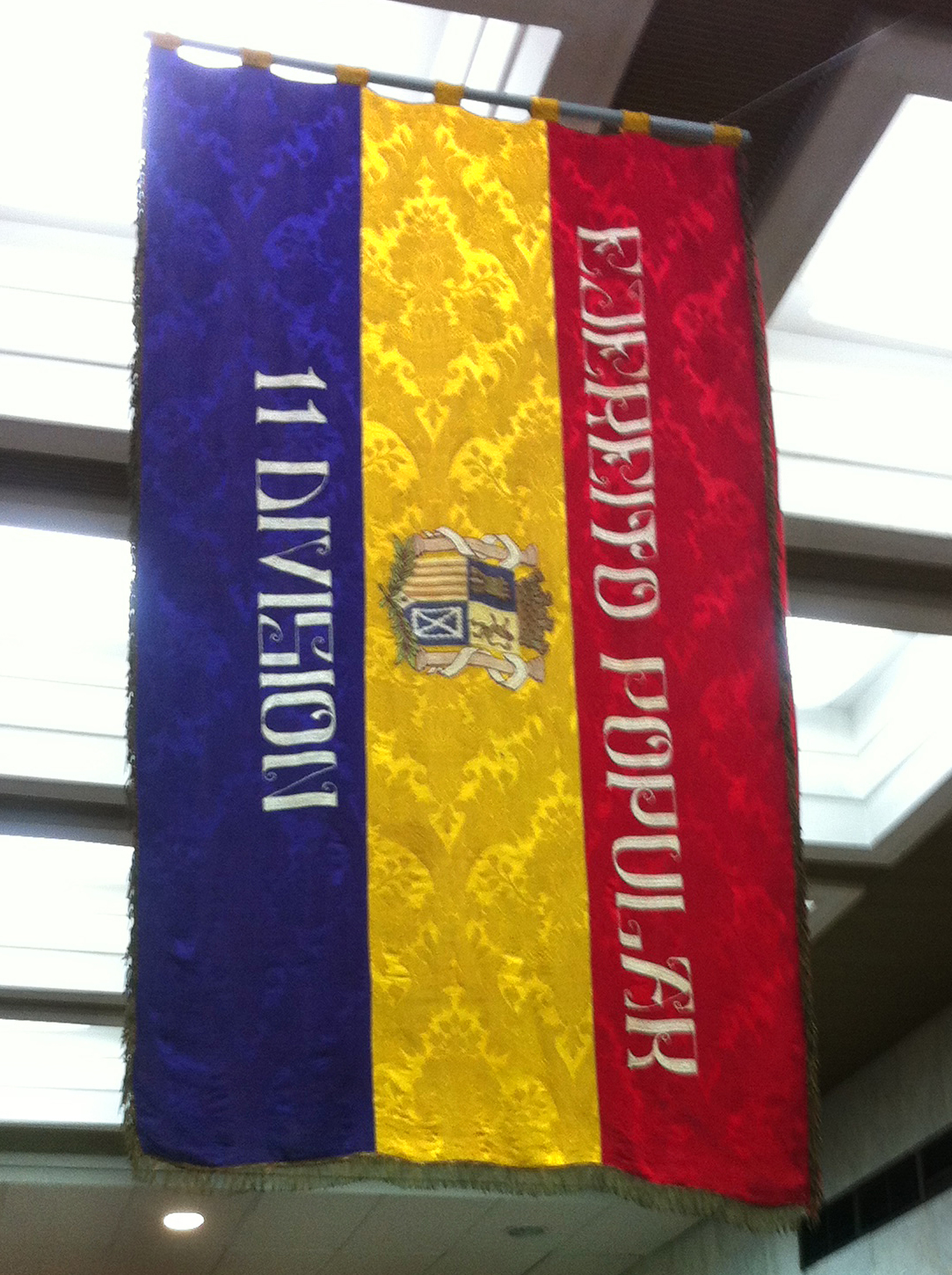
Le drapeau de la 11e division républicaine

La 11e division est créée en janvier 1937 avec les Ière, IXe (es), 23e (es), 66e (es) et 70e Brigade Mixte (es). Avant la bataille de Guadalajara, elle reçoit la Xe Brigade mixte et les XIe et XIIe Brigade internationale, mais perd toutes ses unités d'origine, ne conservant que la IXe Brigade Mixte (es).
Peu de temps après, elle perd de nouveau toutes ses unités, mais reçoit en contrepartie la Ière, 48e (es) et 71e Brigade Mixte (es), puis de nouveau la XIIe Brigade internationale et la IXe Brigade Mixte (es). Elle termine la guerre avec les Ière, IXe (es) et 100e Brigade Mixte (es).